# 수루 미강 아피티

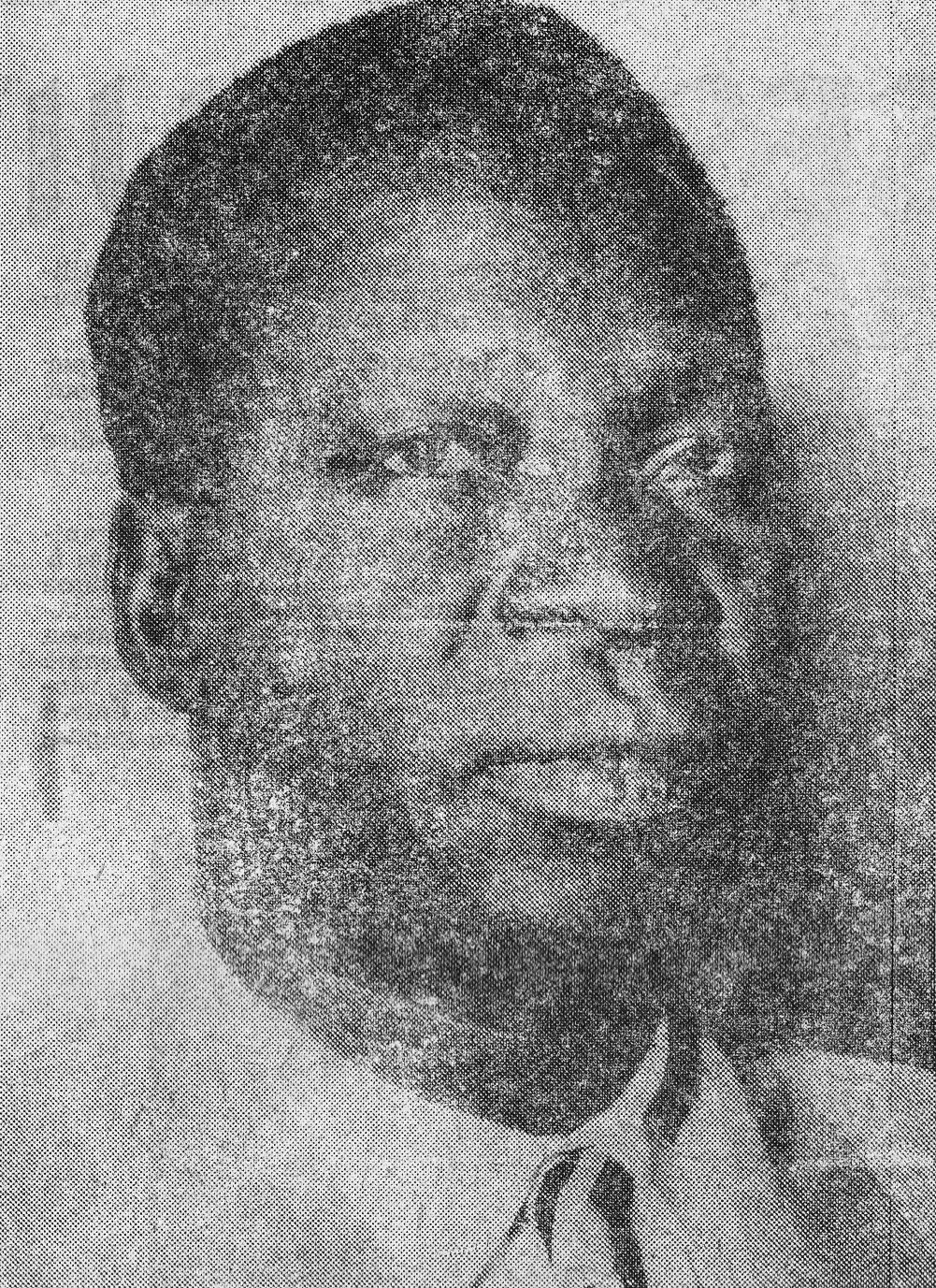
수루 미강 아피티

수루 미강 아피티(프랑스어: Sourou Migan Apithy, 1913년 4월 8일~1989년 12월 3일)는 다호메이 왕국과 베냉의 정치인이다.

## 역대 선거 결과
| 선거명      | 직책명            | 대수 | 정당            | 득표율   | 득표수    | 결과 | 당락 |
| ----------- | ----------------- | ---- | --------------- | -------- | --------- | ---- | ---- |
| 1960년 선거 | 다호메이의 부통령 | 1대  | 다호메이 민주당 | 단독후보 | 60표      | 1위  |      |
| 1964년 선거 | 다호메이의 대통령 | 3대  | 다호메이 민주당 | 단독후보 | 42표      | 1위  |      |
| 1970년 선거 | 다호메이의 대통령 | -대  | 다호메이 민주당 | 32.32%   | 176,828표 | 2위  | 낙선 |

| 전임 크리스토프 소글로 | 제3대 다호메이의 대통령 1964년 1월 25일~1965년 11월 27일 | 후임 (권한대행)쥐스탱 아호마데그베토메탱 |

| 전임 위베르 마가 | 제3대 다호메이의 대통령 1972년 5월 7일~1972년 10월 26일 | 후임 마티외 케레쿠 |